# Flecha Valona 1973
La Flecha Valona 1973 se disputó el 19 de abril de 1973, y supuso la edición número 37 de la carrera. El ganador fue el belga André Dierickx. Los también belgas Eddy Merckx y Frans Verbeeck fueron segundo y tercero respectivamente.  

## Clasificación final
| Pos. | Ciclista            | Equipo                     | Tiempo   |
| ---- | ------------------- | -------------------------- | -------- |
| 1    | André Dierickx      | Flandria-Shimano-Carpenter | 6h49'33" |
| 2    | Eddy Merckx         | Molteni                    | a 1'10"  |
| 3    | Frans Verbeeck      | Watney-Maes                | m.t.     |
| 4    | Walter Planckaert   | Watney-Maes                | m.t.     |
| 5    | Georges Pintens     | Rokado                     | m.t.     |
| 6    | Cyrille Guimard     | Gan-Mercier-Hutchinson     | m.t.     |
| 7    | Walter Godefroot    | Flandria-Shimano-Carpenter | m.t.     |
| 8    | Roger Rosiers       | Bic                        | m.t.     |
| 9    | Francesco Moser     | Filotex                    | m.t.     |
| 10   | Herman Van Springel | Rokado                     | m.t.     |